# Jean-Louis Grosmaire
 (mars 2025).
Si vous disposez d'ouvrages ou d'articles de référence ou si vous connaissez des sites web de qualité traitant du thème abordé ici, merci de compléter l'article en donnant les références utiles à sa vérifiabilité et en les liant à la section « Notes et références ».
Jean-Louis Grosmaire (né le 27 mai 1944 à Abidjan) est un écrivain et un géographe.

## Biographie
Né à Abidjan, le 27 mai 1944, écrivain et géographe, Jean-Louis Grosmaire passe son enfance et son adolescence à Saint-Louis du Sénégal et en Franche-Comté.
Il étudie à la Sorbonne où il obtient une maîtrise en géographie.
En 1981, il soutient sa thèse de doctorat en géographie sociale à l'Université de Montréal.
Après avoir enseigné en France et en Angleterre, il est professeur de géographie au Collège Français de Montréal, au Protestant School Board of Greater Montreal et, depuis 1975, au Collège de l'Outaouais.
Auteur d'un manuel de géographie publié chez Guérin en 1974, il est aussi le réalisateur et le producteur du film Momotombo (le Nicaragua en 1991).
Il a également collaboré à de nombreuses revues pédagogiques et littéraires.
Jean-Louis Grosmaire a œuvré durant des années au jumelage entre la Franche-Comté et l'Outaouais. 
Il a été élevé au grade de Chevalier dans l’ordre des Palmes académiques par le gouvernement français. 
Il a obtenu le Prix littéraire du journal Le Droit à plusieurs reprises et d'autres prix littéraires, dont le Prix Louis-Pergaud 2007 pour son roman Tu n'aurais pas dû partir.
Son plus récent livre, Acadissima, a obtenu le Prix France-Acadie 2021.

## Publications
- 2025 : Mouvance et espérance, Presses de l'Université d'Ottawa (Ottawa)   (ISBN 9782760344877)
- 2021 : Acadissima, Presses de l'Université d'Ottawa (Ottawa)  (ISBN 9782760336537) - Prix France-Acadie, catégorie création littéraire

- 2018 : L’homme de la Lumière, Les Éditions Cêtre (Besançon) (ISBN 978-2-87823-285-1)

- 2016 : L'homme de la Lumière : Sébastien Racle 1652 – 1724. Les Éditions GID, Québec (ISBN 978-2-89634-324-9)
- 2015 : Franche-Comté - Québec, chemins de rencontre , Les Éditions du Vermillon (Ottawa)
- 2011 : Il y a toujours du soleil sur la Grande Rivière , Les Éditions du Vermillon (Ottawa)
- 2009 : Tout le monde vous aime, monsieur Salim, Les Éditions du Vermillon (Ottawa)  (ISBN 978-2-88194-194-8)

- 2007 : Tu n'aurais pas dû partir, Éditions Mon Village, Vuillens (Suisse) 2002 ; Éditions du Vermillon(Canada) (ISBN 978-2-88194-161-0) - Prix Louis-Pergaud
- 2005 : Paris - Saint-Louis du Sénégal, Les Éditions du Vermillon (Ottawa)  (ISBN 978-1-897058-15-2)
- 2003 :
  - Palmiers dans la neige
  - L'Homme qui regardait vers l'ouest  (ISBN 0-919925-08-1)

- 2002 : Paris-New York, Les Éditions du Vermillon (Ottawa)
- 2000 : Les petites âmes, Éditions Le Grand Large, Aylmer 2000, Éditions du Gref, Toronto

- 1999 :
  - Les Petites Mains, Les Éditions du Vermillon (Ottawa)
  - Vous les jeunes! , Publications JMNT, Montréal
- 1998 : Paris-Hanoi, Les Éditions du Vermillon (Ottawa) -Prix littéraire du journal Le Droit - Catégorie « Jeunesse »
- 1997 : Le Loup au Québec, Les Éditions du Vermillon (Ottawa)
- 1996 : Lettres à deux mains: un amour de guerre, Les Éditions du Vermillon (Ottawa) (ISBN 1-895873-34-7)
- 1995 : Une île pour deux, Les Éditions du Vermillon (Ottawa) (ISBN 978-1-895873-24-5)
- 1994 : Les Chiens de Cahuita, Les Éditions du Vermillon (Ottawa)
- 1993 : Rendez-vous à Hong-Kong, Les Éditions du Vermillon (Ottawa)
- 1992 : Paris-Québec, Les Éditions du Vermillon (Ottawa) (ISBN 0-919925-90-1) - Prix littéraire du journal Le Droit - Catégorie « Fiction »
- 1988 : Un clown en hiver, Les Éditions du Vermillon (Ottawa) - Prix littéraire du journal Le Droit - Catégorie « Fiction »
- 1985 : L'Attrape-mouche, Les Éditions du Vermillon (Ottawa)